# Врт
Врт, башта или градина, је испланирани простор, обично у екстеријеру, који се користи за презентацију, гајење и уживање у биљкама и осталим облицима природе. Врт чине и природни и вештачки материјали. Најуобичајенији облик врта је окућница. У врту се може узгајати различито биље, цвеће, воће и поврће. Може бити и јавни рекреативни простор или парк, обично украшен биљкама и дрвећем (ботаничка башта, нпр.).
Иако се појмови врт и парк могу користити као синоними, они имају и различита значења па су отуда могуће и разлике између вртне, парковске и пејзажне уметности или архитектуре. Вртом се најчешће назива простор који је уско везан уз архитектонски објекат, који функционално и естетски надопуњује. Парк је најчешће површина много већа од врта, што омогућује знатну заступљеност дрвећа, разноликост садржаја и објеката.
У врту се може узгајати украсно зеленило, зељасто (цвеће) или дрвенасто, као и поврће (повртњак) или воће (воћњак). У вртној уметности познати су различити хортикултурни стилови.

## Етимологија
Врт је реч словенског порекла. У српском језику се користе и изведенице, каква је вртиште. Од речи врт изведена је и реч поврће - оно што се сади по врту.
Башта је реч турског порекла, настала од турске речи Bahçe (Бахче), истог значења.
Градина у словенским језицима има корен у речи оградити: градина (бугарски), zahrada (чешки и словачки), ogrod (пољски), огород (руски), а исти корен има и српски архаични назив градина.

### Реч врт у другим језицима
Сама дефиниција врта налази потпору у етимологији речи за појам врт на многим језицима, било да су живи или мртви. Као и код наше речи градина и у другим језицима овај појам има сличан корен. Староперсијске речи за “ограђени простор” биле су pairi-daeza, а њих су у хришћанској митологији усвојили да би описали Еденски врт – рај на земљи. На грчком језику κρυπτος значи скривен а κήπος је врт. Енглески garden настало је од англо-саксонског gyrdan – затворити; немачки der Garten од старогерманског gart или француски le jardin од англофранцуског gardin са истим значењем – затворити; дански have (врт) потиче од "det hegnede" (затворити)...
У средњем веку и ренесанси био је устаљен иконографски тип hortus conclusus затворени врт са Богородицом и Христом. Још један тип врта - средњовековни манастирски врт клаустер у основи крије затвореност (лат. claustrum = затворени простор).
Код језика који употребљавају идеографско писмо као што су кинески и јапански из графеме која означава врт препознаје се затворени облик 園.

### Појмови башта и врт у српском језику
У српском се башта и врт употребљавају као синоними уз још неке углавном оријенталне или архаичне појмове и везују много чешће за утилитарност, него за украсну функцију. Тако Народна енциклопедија српско-хрватско-словеначка о врту говори на следећи начин:
| „ | Башта (ограда, бостан, башча, чипур, џардин, врт) је земљиште, које служи за производњу разне зелени (поврћа) обично уз кућиште. Башта изискује врло брижљиво обрађивање земље, које се врши већином не плугом и ралима, већ ручним оруђем (лопатом, мотиком, грабуљама). Често се башта уређују за натапање водом, чиме се плодовитост њихова врло диже (Јужна Србија, Херцеговина, Далмација). Баштованска је култура најинтензивнији облик земљоделства и изискује много радне ручне снаге но мање капитала. Најразвијенија је она у нас око Новог Сада, Скопља, Требиња, Мостара, и око главних градова. | ” |

Тридесет година касније Мала енциклопедија Просвета третира врт на исти начин уносећи дилему да ли је врт ораница:
| „ | Врт, башта, земљиште које се дужи низ година користи претежно ради производње поврћа и цвећа. Пошто се поврће гаји и на ораницама, те је зато отежано тачно разликовање врта од оранице, наша пољопривредна статистика прешла је на исказивање површине ораница и вртова заједно (в. пољопривредна површина). | ” |

Каснија енциклопедијска издања Југославенског лексикографског завода: Опћа као и Шумарска енциклопедија немају енциклопедијске јединице башта и/или врт. У Енциклопедији архитектуре поистовећује се појам украсне баште и врта. У објашњењу појма башта, врт пише:
| „ | Башта може да буде утилитарна, засађена воћем и поврћем и/или украсна, формирана као врт, грађена по плану да са објектом чини складну целину. | ” |

Данас су се донекле појмови искристалисали па се појам башта углавном употребљава за утилитарни зелени простор: повртњак, воћњак, утилитарни део окућнице, док се вртом називају орнаментални простори, почев од окућница (предњи део) до стилских вртова приватног и јавног карактера блискијих парку (француски врт, пре него француска башта; пејзажни врт, а не пејзажна башта...). Изузетак су колекције живог биљног материјала: ботаничке баште, које се ређе називају ботаничким вртовима.

## Историја вртова
Према неким претпоставкама, врт је био најстарији облик људског планирања коришћења земљишта, претходећи чак изградњи колибе, зачетком архитектуре. При том је, наравно, врт представљао окућницу, ограђену грањем или камењем због заштите од опасности споља. Без обзира колико су такве претпоставке тачне, без сумње је истина да је чин ограђивања био зачетак уређења простора, који је постепено довео до разноврсније и напредније градње. Без обзира што садња дрвета највише асоцира на подизање врта и ма колико неки аутори тај чин сматрају почецима, ипак је веза врта и ограђивања много важнија. Тако још Волпол наводи Рептонову дефиницију врта: „врт је део земљишта ограђен од стоке, намењен коришћењу и човековом уживању, одржаван или треба да буде такав“. Први вртови су настали после неолитске револуције 10.000—7.000. п. н. е, са преласком човека на седелачки начини и доместификацијом биљака и животиња. То су били утилитарни, мали вртови, да би утилитарноукрасни и украсни вртови, већих димензија почели да се граде са урбаном револуцијом, када мала родовска неписмених села оријентисана на пољопривреду прерастају у велике социјалне сложене урбане заједнице. Најраније трансформације у којима се одиграла урбана револуција одвијале су се око 6.000. п. н. е, на подручју "плодног полумесеца".

### Стари век

#### Египатски вртови
Најстарији познати вртови потичу из Старог Египта, Вавилона, Персије и других античких земаља које су се развиле на обалама Медитерана.
Стари Египћани су у потпуности зависили од Нила који је сваке године плавио и остављао за совом плодан муљ на коме су добро успевале разне биљне врсте од којих је већина имала симболични карактер, Тако су успешно узгајали винову лозу, воће, поврће, и житарице. Стечена искуства, користили су и за подизање и одржавање вртова. Вода је на више позиције допремана уз помоћ врсте ђерама – шадуфа. На једном краку шадуфа био је тег, а на другом посуда. Из посуде вода је изливана на биљке, дрвеће и поља. Вртови у Старом Египту имали су правилан геометријски облик. Били су подељени на мање правоугаоне и квадратне површине, које су биле раздвојене оградицама од сушене опеке или живе ограде. Један део врта је био намењен за уживање. У својим вртовима гајили су претежно корисне биљке: маслине, смокве, нарове, урме и др, а дрвеће су садили у правилним редовима. Од цвећа су највише користили врсте јарких боја и опојних мириса. О томе колико су Стари Египћани поклањали пажње вртовима говори податак да је фараон Аменофис (Аменхотеп I) имао велики врт са ретким биљкама у коме се налазио базен изграђен од гранита, величине 1500 х 30 м. 
На зидовима колонада храма Краљице Хатшепсут приказана су њена дела у речи и слици. Она каже како је Бог Амон позива да изгради врт око његове куће (њеног храма) тако велики да он може да шета тамо. На захтев Амона она је опремила експедицију да донесе из Пунта - земље богова дрвеће које рађа тамјан и направи "Пунт у сопственој кући (Храму)". Из Пунта су донета 32 стабла тамјана (Boswellia sacra Flueck., Burseraceae), која се још називају и олибанум, и засађена на терасама храма. Од овог подухвата надаље сви египатски фараони трудили су се да доносе у Египат егзотичне биљке и животиње. Интересантан је приказ на зидовима малог хола који је био светилиште Сед храма у Карнаку. Зидови су доста оштећени, али је довољно остало да се види обиље цветова, плодова, целих биљака, птица, риба, сисара који су се налазили у вртовима храма. Највећи део врста донео је Тутмос III из Сирије у 24. години своје владавине (1455. п. н. е.). Данас се ова просторија зове “Ботаничка башта” због ових приказа Вртови нису били привилегија само владара о чему сведочи приказ Сенеферовог врта у гробници ТТ96, (названој и "Гробница винограда") тебанске некрополе насупрот Луксора. У гробници је сахрањен Сенефер „градоначелник града“ (Тебе) и „надзорник амбара и поља, вртова и стоке Амуна“ за време владавине Аменхотепа II из 18. династије. Још мањи су били вртови мртвих, јер се на пустињској земљи не могу подизати велики зелени простори због недостатка воде. Можда су само замишљени као својеврсна симболична слика врта, да душа, када напусти гроб, стварно нађе дрво поред кога може да седне. У приказима се обично појављује Озирис бог загробног живота, подземног света и мртвих, али и онај који даје живот биљном свету из земље, зато је његова кожа зелена. Он је у облику птице Бенну (грчки феникс) која седи на светом стаблу тамарикса испред гробнице.

#### Вртови Месопотамије
На подручју Месопотамије, између Тигра и Еуфрата су се развијале велике државе: Асир, Акид, Вавилон, Медеја, Персија. Најпознатији вртови са тих простора су Вавилонски висећи вртови. На основу описа Диодора Сикулуса (Διόδωρος Σικελιώτης, I век п. н. е.) и Страбона (Στράβων; 64/63. п. н. е. – 24 н.е.) подструктура висећег врта била је правоугла са дужином страна четири плетра (120 m). Диодор каже да се терасе степенасто уздижу са овог нивоа, све су мање што су више и изгледају као брдо. Под терасама лукови, који све држе, граде фине краљевске одаје са светларницима на тераси изнад. Постоји пут преко сваке од тераса који користи отворе десет стопа широке пробијене кроз огромне потпорне зидове. Вршна тераса на педесет метара висине, била је главни врт. Њен раван под направљен је од више слојева, за заштиту доњих просторија од влаге, и њеног задржавање за потребе биљака; први слој је камена плоча, затим слој трске и асфалта помешани са циглом и гипсом; изнад овог је олово и слој земље довољно дебео да би велика стабала могла да се развијају.
 
Страбон каже да је горњи спрат врта подржан низом сводова који стоје на шупљим стубовима који су испуњени земљом, тако да могу да приме коренове највећих стабала. Тањи слој земље на крову, довољан је за коренове мањих биљака. Висећи вртови су захтевали посебно умеће за наводњавање, али у томе се Страбон и Диодор не слажу. Диодор каже да су на највишим тачкама постојале цистерне које су пуњене водом из Еуфрата, и нису могле да се виде споља, док Страбон каже да се вода из реке допремала горе спиралним пумпама са стране кривудавих степеница.
Асирски краљ Саргон II изградио је палату у Дур-Шарукину (Саргон-граду) северно од Ниниве. "по заповести богова и жељи свога срца" град је окружио великим зидом, и изградио парк, "да личи на Аманус планине" (данас Нур планине, турски Nur Dağları). У парку је засадио заједно сво цвеће Хетитске земље и биље са брда". У свим каснијим краљевским записима, речи "као Аманус", појављују се да би се величао парк. Асирци су имали велику потребу за вештачким брежуљцима и терасама. Брегови, уз текуће воде, били су геометријски засађени стаблима борова и чемпреса и често овенчани малим олтарима са холом у близини што је представљало "чилани" стил.
Персијанци су били опседнути приказима вртова на теписима, илузијом коју су помагали и слаткасти мириси парфема. Преко тепиха може да се дочара слика њихових класичних вртова, од рајских (паири-даеза) до ловних паркова, вртова задовољства и башти око кућа.

#### Вртови старе Грчке
Древни Грци су били задивљени величанственим вртовима владара са истока, али њихова сопствена цивилизација, и у периоду највећег развоја, није урадила нешто што би се могло упоредити са достигнућима тих моћних сатрапа и империјалних владара. Пошто материјални остаци не постоје, преостаје да се у литератури нађу трагови о развоју грчких вртова. Диодор са Сицилије, који је описао висеће вртове Месопотамије, о грчким вртовима не пише ништа, или ништа о томе није нађено. Узрок овој необичној празнини је у планирању и изгледу грчких градова. Они су били једна врста затворених оквира у којима се водио цео интелектуални и политички живот. То није давало простор за разој вртова. Са друге стране раскошна медитеранска природа представљала је својеврсни врт.
Ископавања Еванса открила су Критско Микенску културу, њене моћне и простране објекте и луксузан начин живота, али индиције о хортикултури готово да не постоје. Једини докази су фреске на зидовима палата са приказима људи у пределу као што је „Принц љиљана“ или „Берачице шафрана“. У раду Егејски врт, описују се рупе у стени близу палате у Фестосу које наводе на помисао да су у њих сађене мање луковице као што је шафран за који је потребно 8–10 cm дубине. Ово је можда претеча савремених алпинума.
Aрхајски период представља скромну претходницу класичног периода. Типична кућа имала је мале просторије које су биле око унутрашњег дворишта у коме је обично било понеко дрво, саксије са цвећем и различите статуе – почетак нечега што ће код Римљана еволуирати у развијен облик врта. Записи о врту овог периода налазе се у Хомеровом спеву “Одисеја” у опису врта Феачког краља Алкиноја. Хомер описује и врт Лаерта, Одисејевог оца који овај обрађује чекајући сина. Још један митолошки врт је врт хесперида који се везује за епове о Персеју и Хераклу
Култни однос према биљкама и њихова посвећеност појединим божанствима била је карактеристична за Грке. Шишарка пињола (Pinus pinea L.) причвршћена на врх стабла витине (Ferula communis L.) представљала је тирс, који су носиле менаде и сатири присталице Диониса. Тирс је симболисао јединство шуме (шишарка) и поља (витина).
Током класичног периода на трговима - агорама, који су били добро архитектонски обликовани налазило се понеко стабло, као платан агоре у Атини. Зеленило је, међутим, нашло своју богатију примену у некрополама у близини градова и у гимназијумима. Гимназијуми се сматрају првим јавним парковима јер су били окружени зеленилом и испуњени просторима за релаксацију и рекреацију. Већина филозофских школа била је везана за зелене просторе. Платонова Академија, Аристотелова Перипатетичка школа у Лицеју где је он расправљао о филозофским питањима са својим ученицима шетајући у парковским просторима овог гимназијума. Епикур је основао школу у свом врту па су он и његови следбеници епикурејци брзо добили име "филозофи из врта".
У хеленистичком периоду (323-146. п. н. е.) смањен је значај матичне Грчке, тачније територије коју су Грци насељавали у претхеленистичкој епохи. Велики центри хеленистичке културе су били Александрија и Антиохија, престонице Птоломејског Египта и Селеукидског царства. Значај јавних паркова смањивао се на рачун приватних вртова, који су били око вила владајуће класе и робовласника и имали карактер вртова за уживање. Раскош вртова у колонији Magna Grecia (Μεγάλη Ἑλλάς) ишао је дотле да су они прављени и на бродовима. На основу неких барељефа и забелешки описује се врт Хијерона II (308-215. п. н. е.) на броду Сиракузија (Συρακουσία) дугом 110 m.

#### Вртови старог Рима
Копирајући моделе хеленизма Римљани су их усвајали и развијали скоро до непрепознатљивости. Они сами нису били стварни иноватори, али су били увек изванредно креативни репродуктивци на свим пољима па и у вртној уметности, са урођеном љубављу према биљкама и земљи.
Када су градови почели да се шире просечни грађанин имао је врт (hortus) или мали део земљишта са воћем и поврћем у склопу куће. У овим раним данима, није било једне речи у значењу „баштован“. Особа која се бавила гајењем поврћа била је olitor или holitor, дрвећа arborator или frondator а виноградар је био vinitor.
У првом веку п. н. е. почели су да се подижу украсни вртови под утицајем Цицерона и његових истомишљеника. Он је у свом писму Варону написао: “Ако имаш врт и библиотеку имаш све што ти је потребно”. Градски вртови развили су се из грчког модела, са једним или више унутрашњих дворишта повезаних са кућом – villa urbana. Богатије породице су ван градова уз земљиште имале и објекат – villa rustica у којима су боравиле у летњем периоду и где су имале робове који су се бавили пољопривредом. У записима Цицерона појављује се назив баштована који се бави украсним биљкама – topiarius чији је један од главних послова био да орезује бршљан тако интензивно да личи на зимзелено дрво или жбун. Није прошао ни пун век, а назив topiarius је почео да се употребљава у савременом смислу – за баштована који креше зимзелене жбунове дајући им облике различитих фигура - топијарија је постала главни елемент врта. У писмима Плинија Млађег поред topiariusа, јавља се још једно занимање у вези са вртом - аquarius одговорни за фонтане и базене.
Стилизација је била главна одлика врта. Леје су биле правоугаоне, одвојене алејама и поплочаним стазама, оивичене шимширом и бршљаном. Украсне биљке, на пример акантус, употребљаване су у групама као део шаре – мустре, чешће него у појединачној садњи. Било је великих посуда за биљке, украсних урни, статуа, базена и фонтана. Где је било мало простора, врту је дата нова димензија помоћу сликаних мурала са сценама из врта или природе.
Марцијал (Marcus Valerius Martialis, 40-104) је исмејавао богаташа чија је врт био пуна биљака, стаза и фонтана, а у кући није било места где би се јело и спавало. Али независно од богаташа, обични Римљани су били тако заљубљени у биљке да су небројени корисници станова у вишеспратним објектима (insula) или кућама у градовима гајили биљке на прозорима, балконима и крововима.
Плиније млађи познат је по својим писмима упућеним различитим пријатељима која дају описе живота више класе у Риму у првом веку, укључујући многе податке о сопственим вртовима у вилама Лаурентин и Тусци. Врхунац раскошног врта представља Хадријанова вила у Тиволију грађена у II веку нове ере која заузима 80 ha, као и вртови на бродовима које је градио Калигула.

### Средњи век
Од пропасти Римског царства и стилски дотераних римских вртова, култ према биљкама јавља се само фрагментарно. Средњовековна Европа је децентрализована, деурбанизована и аграрна, а тек пред ренесансу постепено отпочиње интелектуални препород ослањајући се на манастире уз помоћ бљештаве арапске културе у Шпанији и византијског сјаја на Истоку.

#### Рани средњи век (476—1000. год)
Рани средњи век представља мрачно доба за све области живота па и за хортикултуру уз неколико изузетака. Манастирски вртови еволуирају из римске виле урбане јер су богати староримски хришћани завештавали своје куће Цркви. Отуда од перистила настаје клаустер. Клаустери су коришћени као потажери само када није било другог места: чешће су коришћени као црквена дворишта, са пуно дрвећа и цветних леја, са бунаром – места где је братија могла да медитира.
Клермонтски бискуп Аполинарис у својим делима и писмима описује у другој половини V века неколико лепих вртова римског стила. Ово се сматра најранијим средњовековним списом о хортикултури.
Око 800. године на северу Француске, у близини Лила, Карло Велики је основао краљевско имање Asnapio (данас Annappes), да би стандардизовао прераду јечма у слад и производњу пива. Двориште овог имања је окружено живом оградом са каменом капијом, изнад које је балкон са кога могу да се виде одељци. Слично дворишту, оивичени живицом су и засади разних врста дрвећа. Наводе се и биљке које су гајене на имању (то су углавном утилитарне врсте: воћке, поврће, зачинско и лековито биље...). Од карактеристичних детаља среће се травна клупа..
На плану великог бенедиктинског манастира који је послат игуману манастира Свети Гал, 900. године, је и неколико вртова па се план овог манастира сматра првим европским вртним планом.

#### Развијени средњи век (1000—1300. год)
Током овог периода оснивани су многи еснафи баштована. Познат је римски документ из 1030. године о удружењу баштована, када су воћњаци и виногради пажљиво подизани и чувани, а било каква причињена штета је строго кажњавана. Законом из 1187. свако ко би у Краљевини Немачкој оштетио воћњак или виноград осуђиван је као и за подметање пожара на прогонство и екскомуникацију. Унутар градова постајао је све већи дефицит простора, а врт се јављао на месту везаном за веће куће тек ако је неко налазио да је врт важнији од простора за изградњу, а и онда је примат даван утилитарним биљкама.

#### Касни средњи век (XIV век)
Бележе се и неке од идеја које ће доминирати у ренесанси. Један од носилаца оваквих идеја је и Пјетро Крешенци који у свом делу Liber ruralium commodorum (Књига сеоских користи) прави оштру разлику између мале баште од два до четири рала (0,5-1 ha), и вртова краљева и других богаташа. Упркос чињеници да је све по плану и реду, открива се приближавање живописној форми, која припрема пут за рану ренесансу. Крешенци жели да буде учитељ, дајући практичне савете и упутства.

### Ренесансни вртови
Ренесанса занимањем за природу код човека поново оживљава антику, у којој је у средишту пажње био човек. У оквиру овог покрета, као одраза епохе, и вртови достижу висок стилски развој, а како је ренесанса потекла у Италији, ренесансни вртови називају се и италијанским. Вртови су почели да се граде по планској замисли, са садржајем јединственог генералног поретка – добили су изглед смишљене и организоване целине. Постали су већи, а обликовање им је постајало савршеније и сложеније. Геометрија је била заступљена све више и у разноврснијој форми.
Јавља се строжа симетрија и "чипкасти" и "издељени" вртни партери. Јављају се лавиринти, перголе, павиљони, грота, и орезано дрвеће и жбуње. Делови врта су међусобно боље усклађени, стазе су шире, обликовање партера усавршено.

#### Рана ренесанса
Рана ренесанса (итал. quattrocento “четиристоте”) је прво раздобље ренесансе које траје кроз цео XV век. Алберти је први који проба да утка славну прошлост свога народа у време новог процвата. Према њему нигде ова веза није тако јасна као у архитектури вила и вртова. Алберти изричито захтева да се кружни и полукружни делови који се јављају у холовима понове у врту, чиме обезбеђује непосредан прелаз преко прага. Зато и вртови испољавају разиграност ране ренесансе.
Описи раноренесансних вртова срећу се у литератури или су очувани мање или више у вилама из тог периода. Средином XV века у спису Hypnerotomachia Poliphili монах Колон описује речима и сликама врт округлог острва, окружен оградом од мирте и водом. Одлике раноренесансних вртова јасно се запажају у вилама породице Медичи у Каређију, у Пођо а Кајану и у Фјезолу, као и вили Пођо реале.

#### Висока ренесанса
Висока ренесанса (или развијена ренесанса, итал. cinquecento “петстоте”) је касна фаза ренесансе која се одвија до половине XVI века. Док је водећи град ране ренесансе био Фиренца, висока ренесанса је више везана за Рим. Схваћен је значај степенастих шема у врту и терасираних стаза које их повезујућу са кућом. Продужене линије се лако уочавају: уздужна оса се пружа главном вртном стазом, а балустраде на терасама представљају хоризонталне попречне осе које су пожељне за око. Зидови између тераса дају добру прилику за грота, или за понављање плана фасаде са стубовима или ходницима.
Овај концепт јасно се уочава у дворишту ватиканског белведера који је дизајнирао Браманте 1505. Он прелазак из вртне највише терасе ка дворишту Доње палате решава са три терасе спојене степеништем, а полукружним формама екседре и нише палате Белведере и амфитеатром Доње палате стилски уобличава простор у јадну целину.
Белведере је имао далекосежан и трајан утицај на будући развој вртова. Било је неизбежно да богати људи у Риму виде модел у Ватикану. Што је обогатило Рим бројним лепим и раскошним просторима који од којих многи никада нису завршени, или су препуштени пропадању. Најбољи пример за то је вила Мадама у којој су вртови прошли много горе него зграда. То је мање више судбина свих вртова из прве половине XVI века - златног доба ренесансе Рима.
Рим се после смрти Лава X, 1521. године био толико немиран и несигуран, да су му велики уметници окренули леђа, а оберучке су их примали принчеви у градовима северне Италије. Из овог периода су Врт палате дел Те у Мантови и врт виле Империјале у Пезару.

#### Маниризам
Доба маниризма у Италији омеђено је годинама 1515. и 1610. Када је ренесансна уметност достигла врхунац савршенства, креаторе вртова и њихову клијентелу почињу да привлаче изненађења, новине и алузије. Вртови попримају драматични карактер и користе се за маскараде и забаве. Обожаване су виртуозне игре воде, а стварање могућности да врт по сваку цену импресионира посетиоца постао је циљ.
Вила Пратолино патрицијска вила у Ваљи 12 km северно од Фиренце је сјајан пример маниристичког врта. Вилу и врт је пројектовао и изградио Бернардо Буонталенти од 1569. до 1581. Мишел де Монтењ је 1580 посетио Пратолино и био одушевљен када је видео „музичке инструменте, који изводе разне комаде, посредством воде, која, преко скривене машинерије, покреће статуе, појединачне и у групама, отвара врата, и анимира механичке животиње, за које се чини да скачу у воду, пију и пливају...“. Познати вртови из тог периода су и вртови вила д’Есте, Ланте.
Ценила се ученост и, са Паладијем, неоплатонско занимање за кругове и квадрате. Wittkower је описао начин на који је Паладио инспирисан неоплатонизмом. Његова архитектура је заснована на кругу, квадрату и принципу хармоничне пропорције, јер он верује да представљају облик Бога, правде и хармоније. Имитацијом ових основних облика при пројектовању зграда, оне учествују у природи света. Истовремено настају и прве ботаничке баште (Падова, 1545) организоване по Фуксовом концепту, што доприноси разноврснијем биљном материјалу у вртовима.

### Барокни вртови
Барокни или правилни вртови су настали на темељима француског ренесансног врта, а називају се и француски вртови. Биљкама у врту даје се мањи значај, оне се густо саде и интензивно орезују губећи природан хабитус, а врт постаје место доживљаја душевних узбуђења и духовних уздизања. Француски барокни врт у себи обједињује мноштво уметности служећи као посредник између њих. Ови вртови су монументалног и декоративног карактера засновани на принципу праволинијско-планиметријске функционалности спроведене до детаља. Зато су сви већи, а и мањи, делови повезани алејама, ширим или ужим стазама. Праволинијска функционалност и естетика су примарни захтеви.
У погледу саме композиције Д'Аргенвил разликује следеће главне просторне елементе: 1. партер, 2. главну перспективу, 3 тракасте цветне леје (plat-bandе), 4. алеје, 5. шуме и шумарке (bois et bosquetes) и 6. Декоративне елементе (укопани партер,зелени тунел (колевка), водена колевка, фонтане, каскаде, базени, рибњаци, канали са гондолама, лабудовима и рибама, оградице око тераса, вазе, степеништа и рампе, пећине - грота, оранжерије, камене бронзане или оловне статуе, једноставне мермерне или дрвене клупе, вајарске композиције митолошких бића, павиљони...).
Креатори вртова ослањали су се на открића у математици и науци, коришћењем картезијанске геометрије са авенијама које задиру у околни предео. Карактеристичне одлике француских барокних вртова су: централно позиционирана зграда, развијени партери, фонтане, базени и канали. Јединствена правила повезују резиденционалну архитектуру, вртну архитектуру, скулптуре, фонтане, каскаде, садњу и друге садржаје врта. Велики број фонтана и базена, а са друге стране, капацитет воде и јачина пумпи условљавали су њихов парцијални рад тако да су у Версају, на пример, фонтане радиле пратећи кретање Краља и његове свите.
Главни представник овог стила био је Ле Нотр чувен по Версајским вртовима, вртовима Во-ле-Виконта, Шантијиа, замковима Клањи, Медон, Фонтенбло, Сан-Клу, Со, врт палате Тиљери, Сан Жерман он Ле, Домпјер, Корде и другим.
Утицај барокних вртова Француске био је велики па су широм Европе имитирана остварења Ле Нотра: Сент Џејмс парк у Лондону, врт дворца Белведере и Шенбрун у Бечу, дворца Нинфенбург у Немачкој, Петерхоф и Царско Село у Русији и други. Он сам и његови ученици израдили су низ успешних креација при чему су успели да остану више или мање оригинални у сваком појединачном случају.

### Пејзажни стил
Због засићености фигура и вештачких материјала у ренесансним и барокним вртовима јавила се потреба код људи да се врате природи. Из те идеје настао је пејзажни стил. Пејзажни сил се јавио најпре у Француској и Енглеској да би се касније проширио на остатак света, па се и данас као такав изучава и пројектује у циљу успостављања баланса између човекових активности и потребе за очувањем животне средине. Главне одлике пејзажних вртова су то да се уносе природни материјали. Уместо фонтана, граде се потоци. Биљке се не орезују и не саде у редове, већ се праве неправилне групе у којима свака биљка има довољно простора да развија свој хабитус. Травњаци се постављају на неравне терене, неправилног су облика, стазе су од рустичних материјала, често само од утабане земље, а избегавају се степенице и потпорни зидови. Постављају се цветне групације, неправилно оивичене, са пуно осврта на слагање боја и висина. Ове вртове одликују архитектонски детаљи попут малих храмова, скулптура, камених клупа и слични, који су најчешће полускривени у зеленилу.

## Уметност обликовања вртова
Вртна уметност или вртна архитектура је обликовање вртова и паркова употребом зеленила и других архитектонских и уметничких елемената, какви су стазе, скулптуре и мањи грађевински објекти. У ширем смислу може се посматрати и као обликовање зелених површина урбаних предела, које има еколошко и рекреативно значење и тада се говори о пејзажној архитектури. Вртна уметност често се назива и хортикултуром, иако хортикултура у ужем смислу означава уметност, односно науку гајења цвећа, украсног дрвећа и жбуња, воћа и поврћа, посебно у вртовима или на плантажама.

## Парк
Парк је појам најближи појму врт (понекад и његов синоним). То је део земљишта у граду, или близу њега, који се одржава због декоративности и рекреације. Представља заштићени простор, у природном, делимично природном стању или посађен, који се користи за рекреацију и уживање. Може да садржи стене, земљу, воду, флору и фауну и травне површине. Парк може бити и подручје одржавано у свом природном стању као јавно власништво и у оквиру своје површине често укључује травњаке, шуму и пашњак припојен летњиковцу и користи се за гајење дивљачи и рекреацију. Парк је затворени део земљишта у коме је дивљач и који је подржан краљевским прописом или потврдом.

## Вртови по типу или стилу

### Вртови по типу биљака
- Ароматични врт
- Повртњак
- Воћњак
- Оранжерија
- Цветњак
- Розаријум
- Кактусаријум
- Алпинум

### Баште по стилу
- Енглески врт
- Француски врт
- Јапански врт
- Кинески врт
- Украсни врт
- Тропски врт
- Сеоски врт
- Геометријски врт
- Водени врт
- Зимски врт

## Галерија слика
- Јапански врт
- Розаријум
- Повртњак
- Алпинум
- Оранжерија
- Ароматични врт